# 王慕邹
王慕邹（1934年8月—），男，上海人，中国药物分析检测专家，曾任中国医学科学院药物研究所研究员、博士生导师。